# William Atherton (színművész)
William Atherton (Orange, 1947. július 30. –) amerikai színész.
Az 1970-es évek során fontosabb szerepei voltak a Sugarlandi hajtóvadászat (1974), A sáska napja (1975), a Hindenburg (1975), valamint a Nappalok és éjszakák (1977) című filmekben. A szélesebb nézőközönség számára a Szellemirtók és a Drágán add az életed! filmsorozatok mellékszereplőjeként vált ismertté.

## Élete és pályafutása
1947. július 30-án született a connecticuti Orange-ban. Színészetet a Carnegie Tech Drama Schoolban tanult, majd 1969-ben diplomázott a Carnegie Mellon Egyetemen.

## Magánélete
Atherton 1980. december 8. óta él házasságban Bobbi Goldin íróval. Az 1981-es Phil Donahue Show-ban elárulta, egykor homoszexuális volt, de Eli Siegel esztétikai realizmusának köszönhetően szexuális preferenciái megváltoztak.
A későbbi években különböző produkciókban énekelt. 2011-ben a Gigi egyik népszerű dalát, az „I Remember It Well”-t adta elő egykori Reprise Theater-beli színésztársával, Millicent Martinnal a Michael Childers „One Night Only” című művének teltházas Palm Springs-i előadásán, amellyel a Jewish Family Service of the Desert szervezetet támogatták. 2013-ban visszatért ugyanezen teltházas rendezvényen, hogy elénekelje a klasszikus „Isn't It Romantic?” című dalt.
Atherton Stephanie Zimbalist társaságában lépett fel a Gregory Peck Reading Series elnevezésű rendezvénysorozaton, amely a Library Foundation of Los Angeles projektje, és a Los Angeles-i Közkönyvtár javát szolgálja. Az esemény házigazdája Roddy McDowall volt.
2018 decemberében Atherton részt vett a Library Foundation felolvasóestjén, amelyen részleteket olvasott fel David Kipen könyvszerkesztő és kritikus Dear Los Angeles: The City in Diaries and Letters, 1542 to 2018 című bestselleréből.

## Filmográfia

### Film
| Év   | Magyar cím                           | Eredeti cím                                                     | Szerep                                         | Magyar hang            |
| ---- | ------------------------------------ | --------------------------------------------------------------- | ---------------------------------------------- | ---------------------- |
| 1972 | Nagyvárosi légió                     | The New Centurions                                              | Johnson                                        |                        |
| 1973 | A 44-es évfolyam                     | Class of '44                                                    | elnök                                          |                        |
| 1974 | A nagy Gatsby                        | The Great Gatsby                                                | énekhang                                       |                        |
| 1974 | Sugarlandi hajtóvadászat             | The Sugarland Express                                           | Clovis Michael Poplin                          | Győri Péter            |
| 1974 | Sugarlandi hajtóvadászat             | The Sugarland Express                                           | Clovis Michael Poplin                          | Rajkai Zoltán          |
| 1974 | Sugarlandi hajtóvadászat             | The Sugarland Express                                           | Clovis Michael Poplin                          | Széles László          |
| 1975 | A sáska napja                        | The Day of the Locust                                           | Tod Hackett                                    | Fazekas István         |
| 1975 | Hindenburg                           | The Hindenburg                                                  | Karl Boerth                                    | Czvetkó Sándor         |
| 1976 |                                      | Independence (rövidfilm)                                        | Benjamin Rush                                  |                        |
| 1977 | Nappalok és éjszakák                 | Looking for Mr. Goodbar                                         | James                                          |                        |
| 1984 | Szellemirtók                         | Ghostbusters                                                    | Walter Peck                                    | Csernák János          |
| 1984 | Szellemirtók                         | Ghostbusters                                                    | Walter Peck                                    | Juhász György          |
| 1984 | Szellemirtók                         | Ghostbusters                                                    | Walter Peck                                    | Damu Roland            |
| 1985 | Valóságos zseni                      | Real Genius                                                     | Jerry Hathaway professzor                      | Csuja Imre             |
| 1986 | Nincs kegyelem                       | No Mercy                                                        | Allan Deveneux                                 | Máté Gábor             |
| 1988 | Drágán add az életed!                | Die Hard                                                        | Richard Thornburg                              | Dimulász Miklós        |
| 1988 | Drágán add az életed!                | Die Hard                                                        | Richard Thornburg                              | Fazekas István         |
| 1990 | Még drágább az életed                | Die Hard 2                                                      | Richard Thornburg                              | Tahi Tóth László       |
| 1990 |                                      | Grim Prairie Tales: Hit the Trail... to Terror                  | Arthur                                         |                        |
| 1991 | Oscar                                | Oscar                                                           | Overton                                        | Schnell Ádám           |
| 1993 | A Pelikán ügyirat                    | The Pelican Brief                                               | Bob Gminski CIA-igazgató                       | Rosta Sándor           |
| 1994 |                                      | Saints and Sinners                                              | Terence McCone                                 |                        |
| 1994 | Frank és Jesse                       | Frank & Jesse                                                   | Allan Pinkerton                                | Mihályi Győző          |
| 1996 | Kő kövön                             | Bio-Dome                                                        | Dr. Noah Faulkner                              | Szersén Gyula          |
| 1997 | Gengszter                            | Hoodlum                                                         | Thomas Dewey                                   | Sörös Sándor           |
| 1997 | Őrült város                          | Mad City                                                        | Malt Dohlen                                    | Bognár Zsolt           |
| 1998 |                                      | Michael Kael vs. the World News Company                         | James Denit                                    |                        |
| 2000 |                                      | The Stranger                                                    | Arthur                                         |                        |
| 2000 | A holló 3. – A megváltás             | The Crow: Salvation                                             | Nathan Randall                                 | Rosta Sándor           |
| 2000 | Kenyér és rózsa                      | Bread and Roses                                                 | önmaga / partivendég (stáblistán nem szerepel) |                        |
| 2001 |                                      | Burning Down the House                                          | Arthur Kranston                                |                        |
| 2001 | Az űridomár                          | Race to Space                                                   | Ralph Stanton                                  |                        |
| 2003 | Az utolsó szamuráj                   | The Last Samurai                                                | Winchester képviselő                           | Rosta Sándor           |
| 2003 | Apámra ütök                          | Who's Your Daddy?                                               | Duncan "Duncay" Mack nagybácsi                 | Forgács Gábor          |
| 2005 | Szemben a nappal                     | Into the Sun                                                    | Block ügynök                                   | Sinkovits-Vitay András |
| 2005 |                                      | Headspace                                                       | Dr. Ira Gold                                   |                        |
| 2007 |                                      | Kush                                                            | király                                         |                        |
| 2007 |                                      | Hacia la oscuridad                                              | John                                           |                        |
| 2007 |                                      | Totally Baked                                                   | Mr. Lyle Funonion                              |                        |
| 2007 | A szomszéd lány                      | The Girl Next Door                                              | felnőtt David Moran                            |                        |
| 2008 |                                      | Black Crescent Moon                                             | Jo Dexton                                      |                        |
| 2010 |                                      | The Kane Files: Life of Trial                                   | Daniel Morgan                                  |                        |
| 2012 |                                      | Tim and Eric's Billion Dollar Movie                             | Earle Swinter                                  |                        |
| 2012 |                                      | The Citizen                                                     | Winston                                        |                        |
| 2013 | Újra a nulláról                      | Getting Back to Zero                                            | ismeretlen szerep                              |                        |
| 2014 |                                      | Jinn                                                            | Westhoff atya                                  |                        |
| 2017 |                                      | Clinical                                                        | Terry Drummond                                 |                        |
| 2018 |                                      | Bad Company                                                     | ismeretlen szerep                              |                        |
| 2019 |                                      | Cleanin' Up the Town: Remembering Ghostbusters (dokumentumfilm) | önmaga                                         |                        |
| 2024 | Szellemirtók – A borzongás birodalma | Ghostbusters: Frozen Empire                                     | Walter Peck polgármester                       | Csernák János          |

### Televízió
Tévéfilmek
| Év   | Magyar cím      | Eredeti cím                             | Szerep                   | Magyar hang    |
| ---- | --------------- | --------------------------------------- | ------------------------ | -------------- |
| 1981 | A jókedv háza   | The House of Mirth                      | Lawrence Selden          | Kovács István  |
| 1983 |                 | Malibu                                  | Stan Harvey              |                |
| 1990 | Bosszú a sírból | Buried Alive                            | Cortland "Cort" van Owen | Király Attila  |
| 1992 |                 | Diagnosis: Murder – Diagnosis of Murder | Eric Walker              |                |
| 1992 | Krómkommandó    | Chrome Soldiers                         | Blackwell seriff         | Csankó Zoltán  |
| 1995 | Járvány         | Virus                                   | Dr. Reginald Holloway    | Barbinek Péter |
| 1995 | Korrupt szentek | Broken Trust                            | Roemer                   | Németh Gábor   |
| 1995 | Korrupt szentek | Broken Trust                            | Roemer                   | Végh Péter     |
| 1996 | A sólyom dühe   | Raven Hawk                              | Philip Thorne            | Forgács Péter  |
| 1996 | A sólyom dühe   | Raven Hawk                              | Philip Thorne            | Sörös Sándor   |
| 1999 | Fekete csillag  | Introducing Dorothy Dandridge           | Darryl Zanuck            | Barbinek Péter |

Sorozatok
| Év        | Magyar cím                               | Eredeti cím                       | Szerep                                     | Megjegyzések           |
| --------- | ---------------------------------------- | --------------------------------- | ------------------------------------------ | ---------------------- |
| 1978–1979 |                                          | Centennial                        | Jim Lloyd                                  | minisorozat (9 epizód) |
| 1985–1987 | Alkonyzóna                               | The Twilight Zone                 | Mr. Dundee / Brian Wolfe                   | 2 epizód               |
| 1985–1991 | Gyilkos sorok                            | Murder, She Wrote                 | Larry Holleran / Greg Dalton / Andy Henley | 3 epizód               |
| 1987–1989 |                                          | The Equalizer                     | Martin "Alpha" Loeber / Gideon             | 3 epizód               |
| 1991      | Mesék a kriptából                        | Tales from the Crypt              | Malcolm Mayflower                          | 1 epizód               |
| 1996      | Nash Bridges – Trükkös hekus             | Nash Bridges                      | Dr. Linus Mills                            | 1 epizód               |
| 1997–1999 | Ügyvédek                                 | The Practice                      | Keith Pratt kerületi ügyész                | 3 epizód               |
| 1998      | Végtelen határok                         | The Outer Limits                  | Franklin Murdoch                           | 1 epizód               |
| 2001      |                                          | Night Visions                     | William Price                              | 1 epizód               |
| 2002–2004 | Esküdt ellenségek                        | Law & Order                       | Don Snyder / Dan Jensen                    | 2 epizód               |
| 2003      | Az igazság ligája                        | Justice League                    | John Dee / Doctor Destiny                  | 2 epizód               |
| 2005      | Boston Legal – Jogi játszmák             | Boston Legal                      | Howard Zale helyettes kerületi ügyész      | 1 epizód               |
| 2006      | Csillagkapu                              | Stargate SG-1                     | Varta                                      | 1 epizód               |
| 2006      | Született feleségek                      | Desperate Housewives              | Dr. Barr                                   | 2 epizód               |
| 2007      | Gyilkos számok                           | Numbers                           | Warren Pierce                              | 1 epizód               |
| 2008      | Monk – A flúgos nyomozó                  | Monk                              | Nathan Whitaker parancsnok                 | 1 epizód               |
| 2008–2009 | Életfogytig zsaru                        | Life                              | Mickey Rayborn                             | 8 epizód               |
| 2010      | Lost – Eltűntek                          | Lost                              | Donald Reynolds igazgató                   | 1 epizód               |
| 2010      | Esküdt ellenségek: Különleges ügyosztály | Law & Order: Special Victims Unit | Ned Bogden                                 | 1 epizód               |
| 2011      | Castle                                   | Castle                            | Dr. Ari Weiss                              | 1 epizód               |
| 2012      | A munka hősei                            | Workaholics                       | Thor Holmvik                               | 1 epizód               |
| 2013      | Az ellenállás városa                     | Defiance                          | Berto Mercado alkirály                     | 5 epizód               |

## Fordítás
- Ez a szócikk részben vagy egészben  a   William Atherton című angol Wikipédia-szócikk ezen változatának fordításán alapul.  Az eredeti cikk szerkesztőit annak laptörténete sorolja fel. Ez a jelzés csupán a megfogalmazás eredetét és a szerzői jogokat jelzi, nem szolgál a cikkben szereplő információk forrásmegjelöléseként.